# كبوشي أشقر
الكبوشي الأشقر أو السعدان الكبوشي الأشقر (الاسم العلمي: Sapajus flavius) من الأنواع المهددة بالانقراض، وهو من الرئيسيات وينتمي إلى فصيلة السعادين كبوشية الشكل، كان من ضمن الأنواع المنقرضة إلى أن تم اكتشاف مجموعة يبلغ تعدادها 180 فرداً في شمال شرق البرازيل.